# The Solar Model of Ibn Al-Shatir
The Solar Model of Ibn Al-Shatir ist ein Jazzalbum von Pat Thomas. Die am 6. März 2024 in der Fish Factory, London  entstandenen Aufnahmen erschienen am 6. September 2024 auf dem Label Otoroku.

## Hintergrund
Der Pianist Pat Thomas kehrte für seine vierte Sammlung von Solo-Klavierimprovisationen zum Label Otoroku zurück, dieses Mal aufgenommen in einem Studio in der Londoner Fish Factory. Seit 1999 beginnend mit Nur/Solo Piano 1999 (Emanem, 2001) und weiter über Al-Khwarizmi-Variations (Fataka), The Elephant Clock of Al-Jazari  (OTOROKU) und schließlich The Solar Model of Ibn Al-Shatir, greift Pat Thomas  für Titel für sein Solo-Klavierwerk auf die arabische Welt zurück – insbesondere die langjährige islamische Tradition astronomischer Erfindungen. Der in Damaskus lebende Astronom und Mathematiker Ibn asch-Schatir (auch Ibn Al-Shatir, 1304–1375) baute eine große Sonnenuhr für die Umayyaden-Moschee; er fasste die Planetenbewegung bereits mathematisch ähnlich wie Kopernikus. Nach Ansicht Thomas’ wurde die Arbeit der Universalgelehrten, denen er seine Musik widmet, vom Eurozentrismus ins Abseits gedrängt, ebenso wie der arabische Ursprung von „Jass“ und die skalaren, intervallischen und polyphonen Beiträge arabischer Musiker routinemäßig übersehen würden, hieß es in der Liner Notes. Die islamische Innovation steht im Mittelpunkt von Thomas’ Soloprojekten und stellt eine direkte Verbindung zwischen seinem Sufi-Glauben und seinem individuellen Spielstil her. Jede seiner Solo-Klavieraufnahmen ist eine Widmung – nicht nur an die Erfinder, die Thomas nennt, „sondern auch an die Schönheit des Universums in all seiner Komplexität“.
„The Oud of Ziryab“ ist eine Hommage an den Sänger und Oud-Spieler Ziryab, der 822 nach Andalusien zog und einen tiefgreifenden Einfluss auf die Entwicklung der arabischen Musik hatte. „For Ibn Al Nafis“ feiert den Universalgelehrten Ibn an-Nafīs, der über Rechtswissenschaft, Literatur und Theologie schrieb. „For George Saliba“ ist dem gleichnamigen Professor für Arabisch und Islamwissenschaft in New York gewidmet. „For Mansda Musa“ ist wiederum eine Hommage an einen der reichsten und mächtigsten Herrscher Malis, Mansa Musa.

## Titelliste
- Pat Thomas: The Solar Model of Ibn Al-Shatir (Otoroku Records ROK040)[2]

1. The Solar Model 13:48
2. The Laws of Motion 3:25
3. For George Saliba 3:25
4. The Oud of Ziryab 4:47
5. For Ibn Al Nafis 4:16
6. For Mansa Musa 3:40
7. The Birds are Singing 5:56

Die Kompositionen stammen von Pat Thomas.

## Rezeption
Während Pat Thomas die meiste Zeit seiner Karriere zu Unrecht unbeachtet geblieben sei, habe der Pianist in den letzten Jahren einen wohlverdienten Aufmerksamkeitsschub für seine Arbeit mit dem kraftvollen Quartett [Ahmed] [und Alben wie Nights on Saturn (Communication), 2021] bekommen, meinte Levi Dayan in The Quietus. Das heiße keineswegs, dass The Solar Model of Ibn Al-Shatir ein geradliniges Jazz-Album ist. Das Herzstück sei der Halbtiteltrack „The Solar Model“, ein zwanzigminütiges Werk, das sich hauptsächlich auf das perkussive untere Register des Instruments konzentriere. Das Stück klinge, als würden sich John Cages vorbereitete Klavierstücke zu einem engen Groove entwickeln, bevor sie in Cluster mit offenem Ende aufplatzen. „For Ibn Al Nafis“ klinge spitze und atonal, mit durchdringenden hohen Tönen, durchbrochen von offenem Raum und hämmernden perkussiven Tönen.

Duke Ellington bei einem Konzert im Hurricane Ballroom im April 1943. Im Hintergrund der Gitarrist Fred Guy

Insgesamt versuche Thomas mit „The Solar Model“, sich in eine größere Abstammungslinie einzuordnen, jedoch nicht in der unnötig einschränkenden Vorstellung von „der Tradition“ – d. h. der Idee der Entwicklung des Jazz als einer geraden Linie von Louis Armstrong und Duke Ellington zu Charlie Parker und Thelonious Monk, so der Autor. Indem er sich auf große Universalgelehrte wie Ibn an-Nafīs und Ziryab berufe, würde Thomas seine Musik in eine spirituelle Linie der Wissenschaft, Entdeckung und Erfindung einordnen, die tiefer gehe als nur Musik und sicherlich nur Jazz. „Die Tradition“, wie Thomas sie sehe, sei nichtlinear und multidirektional – genau wie seine Musik.
Der erste, lange Titel „The Solar Model“ beginne mit einzelnen Noten, die schließlich zu kurzen Phrasen werden, bevor das Spiel offener und extrovertierter wird, schrieb Tony Dudley-Evans (London Jazz News). Man könne sich vorstellen, dass die frühen Passagen etwas von den detaillierten Diagrammen darstellen, die Ibn asch-Schatir erstellt hat. Von den anderen, kürzeren Titeln sei „The Laws of Motion“ ebenfalls recht extrovertiert, während „For George Saliba“ gelegentlich ein Ellington-Feeling vermittle, aber mit Überraschungen. Thomas’ Improvisation in „The Oud of Ziryab“ sei hier die reichhaltigste der Reihe und bewege sich von einem abstrakten Anfang zu einer melodischeren zweiten Hälfte. Die Improvisation „For Mansa Musa“ sei die schwungvollste des Albums und habe etwas von den langen, schwungvollen Linien des Bop-Pianos. Schließlich kehre er mit „The Birds Are Singing“ zu einem satten Minimalismus zurück. Nach wie vor sei die Musik von Pat Thomas höchst originell und unterhaltsam.